# Virtual IDOL
『Virtual IDOL』（バーチャル・アイドル）は、1994年から1997年にかけて徳間書店インターメディアおよび徳間書店/インターメディアカンパニーが発行していた、コンピュータゲームの美少女キャラクターと、アイドル声優の情報誌。

## 沿革
本雑誌は、同じ徳間書店インターメディアの月刊誌『SUPER FAMICOM Magazine』で1994年3月号から9月号（休刊）まで連載されていた「That's Virtual IDOL」が元となり、『PC Engine FAN』1994年11月号の増刊として創刊された。『PC Engine FAN』の増刊という形ではあったが、上記のように『SUPER FAMICOM Magazine』から派生した雑誌であり、創刊号の編集長は『SUPER FAMICOM Magazine』の最終号と同じである。
『SUPER FAMICOM Magazine』の「That's Virtual IDOL」は、当初「ゲームのなかに出てくるかわいい女のコのキャラクタ」の情報を紹介するページとして始まったが、読者からの反響を受けて声優の情報も充実させていた。創刊された『Virtual IDOL』のキャッチコピーは「美少女キャラ＆声優のアイドル誌」となっている。なお、本誌においては、誌名である「バーチャルアイドル」（virtual idol）という言葉は、コンピュータゲームに登場する美少女キャラクターを指す言葉として使用されていた。
また、「That's Virtual IDOL」では、声優とともにラジオ『ツインビーPARADISE』の情報についても反響が大きく、『Virtual IDOL』では創刊号からツインビーシリーズ関連の連載が設けられ、形を変えながら休刊まで続いた。
1994年11月10日発行のVol.1から1996年6月10日発行のVol.8まで『PC Engine FAN』の増刊として2〜4か月間隔で刊行された後、1996年9月号から月刊誌として独立創刊を果たした。なお、雑誌のキャッチコピーは独立創刊の際に「美少女キャラ＆声優ひとりじめマガジン」に変更されている。月刊化から約1年後の1997年9月号で休刊となった。

## 表紙
- 1994年
  - vol.1:剣野舞、剣野光（負けるな!魔剣道）
- 1995年
  - vol.2:アルル・ナジャ（魔導物語及びぷよぷよシリーズ）
  - vol.3:遠野みづき、藤原綾、早坂晶（スーパーリアル麻雀PV）
  - vol.4:ユナ、ユーリィ（銀河お嬢様伝説ユナ）
  - vol.5:國府田マリ子（声優）
- 1996年
  - vol.6:丹下桜（声優）
  - vol.7:金月真美（声優）
  - vol.8:横山智佐（声優）
  - 9月号:國府田マリ子（声優）
  - 10月号:國府田マリ子（声優）
  - 11月号:金月真美（声優）
  - 12月号:草地章江（声優）
- 1997年
  - 1月号:丹下桜（声優）
  - 2月号:宮村優子（声優）
  - 3月号:國府田マリ子（声優）
  - 4月号:菊池志穂（声優）
  - 5月号:今井由香（声優）
  - 6月号:結城瑞穂、神山みこ（下級生）
  - 7月号:マルローネ、シア・ドナースターク（マリーのアトリエ 〜ザールブルグの錬金術士〜）
  - 8月号:井上涼子（ROOMMATE）
  - 9月号:虹野沙希（ときめきメモリアル）

## 連載
- 椎名へきるの「で・じ・た・る・あ・ん・じゅ」(Vol.1(1994年11月発行)〜Vol.8(1996年6月発行))
- 続・どんぶり島通信(Vol.1(1994年11月発行)〜Vol.8(1996年6月発行)[注 3]、)
- 國府田マリ子「くらえ!この元気・あなたのもとへ」(Vol.3(1995年4月発行)〜1997年9月号[注 4])
- 金月真美の「ミシガンより愛をこめて」(Vol.4(1995年7月発行)〜1997年9月号[注 4])
- 誌上「ツインビーPARADISE」(Vol.4(1995年7月発行)〜Vol.8(1996年6月発行)[注 3])
- 冨永みーなの「おしゃべりティータイム」(Vol.6(1996年1月発行)〜1997年9月号[注 4])
- おたっきぃ佐々木のなんでも温故知新(Vol.8(1996年6月発行)〜1997年9月号[注 4])
- db-NETWORK どんぶり島通信＆誌上「ツインビーPARADISE」(1996年9月号〜1997年9月号[注 4])
- MOONLIGHT CIRCLE(1997年1月号〜1997年9月号[注 4])
- 電脳戦隊ヴギィ'ズ★エンジェルSR「天使のらくがき」(1997年2月号〜1997年9月号[注 4])
- 柳原みわの「自由奔放・ステキにいこう」(1997年3月号〜1997年9月号[注 4])
- GAMEERS猛烈秘宝館(1997年8月号〜1997年9月号[注 4])

## 関連書籍
- 『バーチャルアイドルRE☆CO☆MIX』徳間書店、全5巻
  - 1996年から1997年にかけて刊行されたアンソロジーコミック。
- 「ミシガンより愛をこめて」徳間書店インターメディア、1997年1月発売、ISBN 4198200157
  - バーチャル・アイドル編集部の編集による声優金月真美のフォト＆エッセイ集。『Virtual IDOL』で連載されていた同名のエッセイを収録している。